# RTV Ronde Venen
RTV Ronde Venen is de publieke radio- en televisieomroep voor gemeente De Ronde Venen. Bij deze omroep zijn ongeveer 25 mensen werkzaam.

## Geschiedenis
Op 1 januari 2011 zijn de gemeentes De Ronde Venen en Abcoude door een gemeentelijke herindeling samengevoegd. Hierdoor ontstond er een nieuwe gemeente met twee omroepen: Midpoint (voor de 'oude' gemeente De Ronde Venen en Rosa (Voor Abcoude en Baambrugge). Het fusieproces ging met veel discussie gepaard. RTV Ronde Venen was en bleef de lokale omroep voor de gehele gemeente De Ronde Venen. Er werden hiervoor een stichting opgericht en een facilitaire stichting opgericht. Hierdoor zouden de spullen van de omroepen blijven mocht het fout gaan. Op een gegeven moment, werd er verlangd deze stichting op te heffen en de spullen volledig in te brengen in de nieuwe stichting RTV Ronde Venen.  Omdat dit tegen eerder gemaakte afspraken in ging besloot Rosa door te gaan als Rosa Digitaal.